# Будинок художника (Київ)
Будинок художника (Київ) — споруда з виставковими залами, що первісно належала Спілці радянських художників України. Частина маловиразного ансамблю сучасної Львівської площі столиці. Сім бронзових алегоричних фігур, що прикрашають будинок, символи  мистецтвознавства, сценографії, скульптури, архітектури, живопису, графіки, декоративно-прикладного мистецтва. 

## Історія створення
Стабілізація життя в повоєнній країні СРСР (після 1945 р.) сприяла появі спеціалізованих закладів для творчих та фахових організацій — Будинок актора, Будинок вчителя, Будинок художника тощо. Одним із перших Будинків художника, які були створені в містах СРСР, став Будинок художника в місті Омськ, відкритий у 1957 році. У державному рішенні про будівництво подібного закладу було зазначено, що його створено на відзначення творчих досягнень омського відділення Спілки художників.
Будинок художника в місті Києві виник дещо пізніше — в 1977⁣—⁣1978 роках. Він утворює західний бік сучасної Львівської площі і створений в маловиразних і спрощених формах радянського модернізму та функціоналізму. Аби якось позначити фахову належність будівлі, її фасад на рівні другого поверху прикрасили алегоричними жіночими фігурами — символами різних видів мистецтв. Окрім вікон, це практично єдина деталь декору головного фасаду споруди. 
Серед мистецьки значущих подій 2012 року — проведений VI Всеукраїнський трієнале графіки, де експонували 250 графічних творів.